# الرمل (فلم)
الرمل (بالإنجليزية: The Sand) ويُعرف أيضا بـ رمل الدم (بالإنجليزية: Blood Sand) هو فيلم رعب تم إنتاجه في الولايات المتحدة وصدر سنة 2015 بطولة بروك باتلر ودين غيير.

## القصة
بعد حفل التخرج طوال الليل على الشاطئ ، تستيقظ مجموعة من الأشخاص الذين تجاوزوا العشرين من العمر على ضوء الشمس الساطعة ، وشاطئ يبدو أنه آكل اللحوم يلتهم أي شئ يلامس الرمال.

## وصلات خارجية
مقالات تستعمل روابط فنية بلا صلة مع ويكي بيانات